# Le Petit Chaos
Pour le court métrage d'animation de Richard Condie, voir Le P'tit Chaos.
Le Petit Chaos (Das kleine Chaos) est un court métrage allemand réalisé par Rainer Werner Fassbinder, sorti en 1967.

## Synopsis
Un trio d'amis composé par Theo, Marite et Franz, tente tant bien que mal de gagner de l’argent en vendant des revues en faisant du porte-à-porte mais devant leurs échecs répétés, ils décident de commettre de petits vols.

## Fiche technique
- Titre : Le Petit Chaos
- Titre original : Das kleine Chaos
- Réalisation : Rainer Werner Fassbinder
- Scénario : Rainer Werner Fassbinder
- Photographie : Michael Fengler
- Pays d'origine : Allemagne de l'Ouest
- Format : Noir et blanc - 1,37:1 - Mono
- Genre : Court métrage de comédie
- Durée : 9 minutes
- Date de sortie : 1967

## Distribution
- Christoph Roser : Theo
- Marite Greiselis : Marite
- Rainer Werner Fassbinder : Franz
- Lilo Pempeit : Frau Eder